# Giovanni Sforza
Giovanni Sforza (5 luglio 1466 – 27 luglio 1510) fu signore di Pesaro e Gradara, figlio di Costanzo I Sforza (cugino di Ludovico Sforza, il "Moro") e primo marito di Lucrezia Borgia.

## Biografia
Giovanni era il figlio naturale di Costanzo I dall'amante Fiore di Ugolino Boni, e nipote di Alessandro Sforza; egli, dopo la morte di parto nel 1490 della prima moglie, Maddalena Gonzaga, sposò nel 1493 Lucrezia Borgia, che al momento delle nozze aveva solo 13 anni. Il loro matrimonio durò solo quattro anni, perché il padre della sposa e signore feudale di Giovanni, il papa Alessandro VI, mirava ad un matrimonio più cospicuo per la propria famiglia, e perciò fece annullare il vincolo, costringendo Giovanni a giurare che il matrimonio non era stato consumato.
Giovanni venne quindi cacciato da Pesaro da Cesare Borgia e vi poté rientrare solo dopo la sua sconfitta, a seguito della morte di Alessandro VI. Vittima della vendetta di Giovanni Sforza fu l'umanista Pandolfo Collenuccio: partigiano di Cesare Borgia, poi rifugiatosi a Ferrara da Ercole I d'Este, venne attirato a Pesaro con la promessa che sarebbe stato risparmiato, fu invece imprigionato, torturato e infine giustiziato senza processo (1504).
Intanto (9 dicembre 1504) Giovanni Sforza aveva preso moglie per la terza volta sposando la patrizia veneziana Ginevra Tiepolo, dalla quale ebbe due figli, Ascanio (4 novembre 1505 - 24 novembre 1507) e Giuseppe Maria (nato il 24 febbraio 1510). Un paio di anni dopo Giovanni, mortalmente ammalato, lo nominò legittimo erede e signore di Pesaro e Gradara con il nome il nome di Costanzo II, sotto la tutela dello zio Galeazzo, fratello naturale di Giovanni.
Quest'ultimo, in seguito all'improvvisa morte del bambino (1512), tentò di ereditare la signoria ma il nuovo pontefice Papa Giulio II considerò estinti i diritti di vicariato concessi al ramo pesarese degli Sforza e li cedette al nipote, il Duca di Urbino Francesco Maria I della Rovere.
Giovanni ebbe anche due figlie illegittime, Battista (morta nel 1505) e Isabella Sforza (1503-1561), moglie del fiorentino Cipriano del Nero e donna di lettere, autrice dei trattati Della vera tranquillità dell'animo e Dello stato femminile.

### La vita e il matrimonio con Lucrezia Borgia

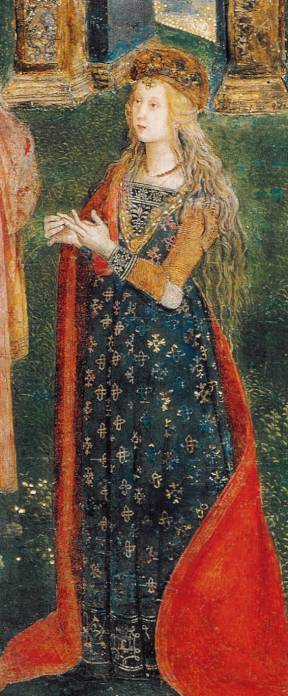
Presunto ritratto di Lucrezia Borgia nella Disputa di Santa Caterina del Pinturicchio. L'affresco si trova nell'Appartamento Borgia.

Il 12 giugno 1493 si celebrarono in Roma le nozze fra Giovanni Sforza e Lucrezia Borgia, figlia di Rodrigo Borgia Papa Alessandro VI; furono nozze combinate generate dal desiderio del Papa di proteggere il Vaticano dall'imminente invasione francese per opera di Carlo VIII, con l'aiuto delle truppe della famiglia Sforza e ignorando l'alleanza di Ludovico Sforza con i francesi e dal desiderio del Cardinale Ascanio Maria Sforza Visconti di arricchire la famiglia Sforza attraverso la dote della protetta del Papa. Il matrimonio durò soli quattro anni, durante i quali Lucrezia rimase gran parte del tempo presso il padre più che a Pesaro alla corte del marito. Poco dopo la celebrazione del matrimonio Giovanni venne inviato dal Papa a Pesaro e rivide Lucrezia solo nel novembre dello stesso anno dove finalmente, quelle che erano state sino ad allora delle nozze bianche per via dell'acerbità di una Lucrezia tredicenne e ancora bambina, divennero nozze ufficiali.
Nel settembre del 1494 Carlo VIII re di Francia invase l'Italia con l'intento di spodestare il re Alfonso II di Napoli dal trono. Mentre il Papa strinse il 14 luglio 1494 un'alleanza con il re napoletano per proteggere il Vaticano e la stessa Napoli dall'usurpatore, Giovanni Sforza si trovava a Urbino a spiare per conto del duca Ludovico il Moro Guidobaldo da Montefeltro e le forze aragonesi e facendosi figurare come sostenitore del Papa allo stesso tempo.
Carlo VIII giunse a Napoli nel febbraio del 1495 trovando ben poca opposizione vista la voce di crudeltà che pervase l'Italia in merito all'esercito francese e Giovanni Sforza fece il possibile perché le sue truppe non andassero a scontrarsi con quelle dell'invasore dimostrando una volta di più la mancanza di coraggio e di forza. Si rifugiò a Pesaro millantando al Papa una spedizione in Calabria e tenendo per sé ogni stipendio concessogli dal Vaticano e dalla milizia milanese che nonostante fosse inizialmente alleata dei francesi faceva figurare al Papa tutt'altro.
Una volta proclamatosi re di Napoli Carlo VIII notò nuovi movimenti in Italia e avvertì il pericolo di una battaglia che fino ad allora non aveva intralciato il suo cammino, al nord infatti Ludovico il Moro deluso dalla mancata deposizione del Papa si stava alleando con Venezia e con la Spagna contro i francesi e in breve organizzarono le truppe per quella battaglia che l'Italia tutta desiderava da tempo.
Giovanni Sforza continuò nel frattempo a fare orecchie da mercante e a evitare il più possibile il contatto bellico cosa che urtò molto il Papa, che con il tempo diventò cosciente dell'inutilità di quel genero che anziché difendere il trono papale si occupava degli affari suoi. Fu con tutta probabilità questo il motivo che spinse lo stesso Papa a sciogliere il matrimonio di sua figlia in favore di un genero più importante qualche anno dopo. Nonostante il suo auto esilio nel maggio del 1495 Giovanni riuscì a farsi arruolare nelle truppe della lega costituita dai veneziani, dai milanesi e dagli spagnoli, ottenendo un cospicuo stipendio da parte della famiglia Sforza di Milano. Il Papa Alessandro VI non mancò però di rimproverare il genero attraverso lettere inviate presso di lui a Pesaro dove in questo periodo viveva anche la figlia Lucrezia e pur di riaverla con sé in Vaticano permise appunto l'ingresso di Giovanni nelle milizie milanesi sollecitando la partenza di Lucrezia verso Roma.
Nel marzo del 1496, dopo una lunga permanenza presso il Vaticano, Giovanni venne inviato dal Papa, con le truppe della Lega a Napoli per liberare il trono dai francesi e riconsegnarlo al figlio di Alfonso II di Napoli, Ferdinando II di Napoli. Lo Sforza non si smentì, il 20 maggio era a Benevento e si teneva ben lontano dai luoghi di combattimento; le truppe francesi caddero, ma non certo per opera sua e Giovanni dopo essersi recato a Napoli per i festeggiamenti prese la strada di Pesaro evitando accuratamente Roma dalla quale partirono lettere su lettere da parte del Papa; Giovanni non si spostò da Pesaro e ignorò ogni richiesta del Papa.
Dopo diversi mesi (dal maggio al dicembre del 1496) il papa non era ancora riuscito a far rientrare Giovanni Sforza in Vaticano fino a che il 5 gennaio 1497 gli ordinò in maniera dura di presentarsi entro quindici giorni presso il Vaticano attraverso una missiva. Di malavoglia il Signore di Pesaro accettò l'invito e giunto a Roma trovò un ambiente più sereno e meno rigido di quello che gli si era presentato in passato; nonostante tutto però pochi mesi dopo in tutta fretta scappò letteralmente da Roma: Lucrezia, la moglie, architettando una serie di testimonianze da parte della sua corte lo mise in guardia sulla volontà del Borgia di eliminare in qualunque modo la sua pesante presenza. La famiglia Sforza tutta stava ormai perdendo forza in quel di Roma e risultava un impedimento per il Borgia che invece non desiderava altro che magnificenza e potere.
La mattina del venerdì santo il Signore di Pesaro si recò a salutare la moglie all'alba con banali scuse e in tutta fretta partì verso Pesaro. Non tardò ad arrivare l'indignazione del Papa e per tutta Roma presero a girar voci riguardanti un tentato avvelenamento e altro ancora. Ci volle poco per placare gli animi e il papa Alessandro VI impugnò l'unico argomento valido che lo potesse sciogliere dallo Sforza: la mancata consumazione del matrimonio in tre anni di vita coniugale della figlia con Giovanni.
Fece scrivere una dichiarazione da Lucrezia in cui ella dichiarava che mai ci fu congiunzione carnale con il marito in tre anni di matrimonio e questo secondo le regole dettate precedentemente da Gregorio IX permetteva lo scioglimento del matrimonio cosicché Lucrezia si potesse sposare convenientemente con qualcun altro. Dopo aver interpellato diverse volte il cugino Ludovico il Moro, che sul finire dell'estate del 1497 per evitare inimicizie con il Papa aveva minacciato di cessare la protezione sullo Stato di Pesaro, e Ascanio Sforza sul da farsi e aver ricevuto ripetutamente dinieghi da parte dei parenti, il 18 novembre 1497 Giovanni Sforza, nel palazzo comitale di Pesaro, controfirmò la dichiarazione. Il 22 dicembre 1497 ci fu la promulgazione della sentenza di divorzio tra Lucrezia Borgia e il conte di Pesaro.

## Ascendenza
|                    |   |                            | Genitori                   |  |  | Nonni |  |  | Bisnonni          |  |  | Trisnonni       |  |
|                    |   |                            |                            |  |  |       |  |  | Giacomo Attendolo |  |  | Giovanni Sforza |  |
|                    |   |                            |                            |  |  |       |  |  | Giacomo Attendolo |  |  | Giovanni Sforza |  |
|                    |   | Elisa Petraccini           |                            |  |  |       |  |  | Giacomo Attendolo |  |  |                 |  |
| Alessandro Sforza  |   |                            |                            |  |  |       |  |  | Giacomo Attendolo |  |  |                 |  |
|                    |   | Lucia Terzani              | …                          |  |  |       |  |  |                   |  |  |                 |  |
|                    |   | Lucia Terzani              | …                          |  |  |       |  |  |                   |  |  |                 |  |
|                    |   | Lucia Terzani              | …                          |  |  |       |  |  |                   |  |  |                 |  |
| Costanzo I Sforza  |   | Lucia Terzani              |                            |  |  |       |  |  |                   |  |  |                 |  |
|                    |   | Pietro Gentile l da Varano | Rodolfo III da Varano      |  |  |       |  |  |                   |  |  |                 |  |
|                    |   | Pietro Gentile l da Varano | Rodolfo III da Varano      |  |  |       |  |  |                   |  |  |                 |  |
|                    |   | Pietro Gentile l da Varano | Contessa Costanza Smeducci |  |  |       |  |  |                   |  |  |                 |  |
| Costanza da Varano |   | Pietro Gentile l da Varano |                            |  |  |       |  |  |                   |  |  |                 |  |
|                    |   | Elisabetta Malatesta       | Galeazzo Malatesta         |  |  |       |  |  |                   |  |  |                 |  |
|                    |   | Elisabetta Malatesta       | Galeazzo Malatesta         |  |  |       |  |  |                   |  |  |                 |  |
|                    |   | Elisabetta Malatesta       | Battista da Montefeltro    |  |  |       |  |  |                   |  |  |                 |  |
| Giovanni Sforza    |   | Elisabetta Malatesta       |                            |  |  |       |  |  |                   |  |  |                 |  |
|                    | … | …                          |                            |  |  |       |  |  |                   |  |  |                 |  |
|                    | … | …                          |                            |  |  |       |  |  |                   |  |  |                 |  |
|                    | … | …                          |                            |  |  |       |  |  |                   |  |  |                 |  |
| …                  | … |                            |                            |  |  |       |  |  |                   |  |  |                 |  |
|                    |   | …                          | …                          |  |  |       |  |  |                   |  |  |                 |  |
|                    |   | …                          | …                          |  |  |       |  |  |                   |  |  |                 |  |
|                    |   | …                          | …                          |  |  |       |  |  |                   |  |  |                 |  |
| Fiora Boni         |   | …                          |                            |  |  |       |  |  |                   |  |  |                 |  |
|                    |   | …                          | …                          |  |  |       |  |  |                   |  |  |                 |  |
|                    |   | …                          | …                          |  |  |       |  |  |                   |  |  |                 |  |
|                    |   | …                          | …                          |  |  |       |  |  |                   |  |  |                 |  |
| …                  |   | …                          |                            |  |  |       |  |  |                   |  |  |                 |  |
|                    |   | …                          | …                          |  |  |       |  |  |                   |  |  |                 |  |
|                    |   | …                          | …                          |  |  |       |  |  |                   |  |  |                 |  |
|                    |   | …                          | …                          |  |  |       |  |  |                   |  |  |                 |  |
|                    |   | …                          |                            |  |  |       |  |  |                   |  |  |                 |  |